# پایگاه هوایی وونسدرخت
پایگاه هوایی وونسدرخت (به انگلیسی: Woensdrecht Air Base) (به زبان بومی: Vliegbasis Woensdrecht) یک فرودگاه نظامی با کد یاتا WOE است که یک باند فرود بتن/آسفالت دارد که طول باند آن ۲۴۴۰ متر است. این فرودگاه در شهر برخن اپ زوم کشور هلند قرار دارد و در ارتفاع ۱۹ متری از سطح دریا قرار دارد.